# 86 Большой Медведицы
86 Большой Медведицы (лат. 86 Ursae Majoris), HD 121409 — одиночная звезда в созвездии Большой Медведицы на расстоянии приблизительно 492 световых лет (около 151 парсека) от Солнца. Видимая звёздная величина звезды — +5,695m.

## Характеристики
86 Большой Медведицы — белая звезда спектрального класса A0V. Радиус — около 3,06 солнечных, светимость — около 126,07 солнечных. Эффективная температура — около 10010 К.